# Nicolas Constantinovitch de Russie
Nicolas Constantinovitch de Russie (en russe : Николай Константинович), né le 2 février 1850 à Saint-Pétersbourg et mort le 26 janvier 1918 à Tachkent, est un grand-duc de Russie et membre de la Maison de Holstein-Gottorp-Romanov. Il était membre honoraire de la Société impériale de géographie.

## Biographie

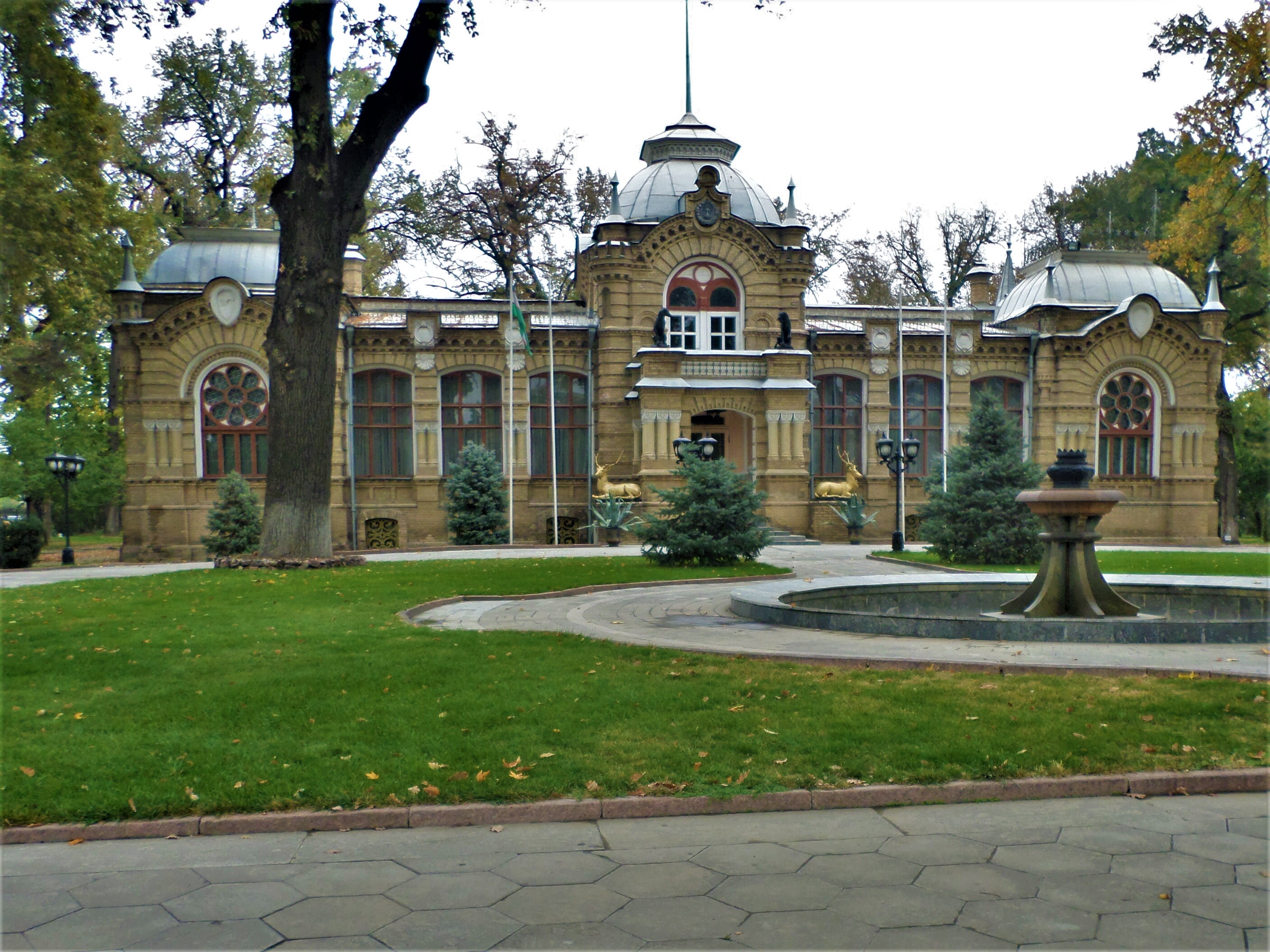
Le palais du prince à Tachkent.

Nicolas Constantinovitch de Russie fit ses études à l'Académie militaire de Saint-Pétersbourg, dont il sortit diplômé en 1868. Le grand-duc fut le premier membre de la famille impériale à obtenir un diplôme universitaire. Il fut l'un des meilleurs de sa promotion avec une médaille d'argent. Il devint un remarquable officier de l'armée impériale. Ses études terminées, il voyagea à l'étranger et commença à réunir sa collection de tableaux d'Europe centrale. À son retour en Russie, il intégra le régiment de la Garde à cheval. En 1870, il rencontra Harriet Brackford (alias Fanny Lear) dans un bal masqué. C'était une aventurière et actrice de théâtre américaine mariée et mère d'une petite-fille. Une liaison débuta entre les deux jeunes gens. En 1871, il reçut le commandement d'un escadron. En 1873, perturbé par les relations entre ses parents, le grand-duc prit part à une expédition militaire en Asie centrale avec les troupes russes placées sous le commandement du gouverneur général du Turkestan, l'adjudant-général von Kaufman (1818-1882). Il s'intéressa vivement à Khiva au développement des régions de l'Asie centrale. Il reçut son grade de colonel au cours de cette campagne contre le Khanat de Khiva, après avoir reçu son baptême du feu. Dans le désert du Kyzylkoum, (situé entre les fleuves Amou-Daria et Syr-Daria), le grand-duc commanda une troupe d'avant-garde. Au cours de la difficile traversée de ce désert de sable rouge, la troupe subit des pertes importantes, mais le grand-duc démontra un grand courage et fut un exemple pour ses hommes. Il reçut l'Ordre de Saint-Vladimir après cette expédition. À son retour d'Asie centrale, il se passionna pour l'orientalisme.
Le grand-duc devint membre de la Société impériale de géographie. Désirant effectuer une expédition scientifique vers l'Amou-Daria, il soumit son idée à des experts. Son but était d'explorer le Khanat de Khiva, nouvellement annexé par la Russie, pour en évaluer son potentiel. Ces plans attirèrent l'attention de l'empereur Alexandre II qui se déclara favorable à ce projet. La Société impériale de géographie approuva également cette expédition. Le grand-duc Nicolas fut nommé membre honoraire de la Société impériale de géographie et placé à la tête de l'expédition.
De retour en 1877, le grand-duc entreprit trois expéditions près du désert du Karakoum: en 1877, 1878 et 1879. À chacun de ses voyages scientifiques, il étudiait le terrain dans des conditions météorologiques extrêmes, afin de permettre la construction d'une voie ferrée à l'est du désert du Karakoum. Il étudia également la navigation sur le fleuve Amou-Daria et la possibilité d'amener par une dérivation les eaux de l'Amou-Daria dans la mer Caspienne en utilisant le lit tari de la rivière Ouzboï. Les études scientifiques du grand-duc furent publiées sous le titre de Sables du Kara-Koum au Chemin de fer d'Asie centrale. Orenbourg - 1878. Sur le choix des lignes les plus courtes du chemin de fer d'Asie centrale. Saint-Pétersbourg - 1878. Daria et Ouzboï. Samara 1878. Il imagina construire une ligne ferroviaire reliant la Russie au Turkestan. À Saint-Pétersbourg, ce projet fut jugé peu rentable en raison de la faible population vivant sur ces terres.

### Scandale dans la famille impériale de Russie
De retour de son expédition à Khiva en 1873, le grand-duc retourna en compagnie de sa maîtresse, Fanny Lear, en Europe, où il continua à enrichir sa collection d'art.
Mais au printemps 1874, un événement se produisit qui changea complètement la vie du grand-duc.
En effet, la mère du grand-duc, la grande-duchesse Constantin, constata en avril 1874 la disparition dans sa chambre du palais de Marbre de trois précieux diamants sertis sur une icône, qui était un cadeau de mariage de Nicolas Ier. Le grand-duc Constantin fulminant de colère appela la police et les diamants furent bientôt découverts chez un prêteur à gages de Saint-Pétersbourg. Les soupçons se portèrent sur les enfants du couple, le médecin, la femme de chambre, la dame d'honneur et deux valets. En raison de leur statut, les membres de la famille impériale ne furent pas incriminés et le soupçon se porta donc sur les domestiques, mais aucune preuve ne vint étayer ces accusations. La suspicion se porta sur d'autres personnes. Au cours de l'interrogatoire du 15 avril 1874, le capitaine Vorhopovsky, aide de camp du grand-duc Nicolas nia son implication dans le vol des diamants, mais il rapporta que le grand-duc lui avait remis plusieurs diamants en lui intimant l'ordre express de se rendre à Paris pour les vendre. Le grand-duc Nicolas interrogé jura de son innocence sur la Bible, ce qui pour certains aggrava sa faute. L'empereur s'occupa personnellement de cette affaire et suivit attentivement les progrès de l'enquête menée par le chef de la police, le comte Chouvalov.
Durant trois heures, le comte Chouvalov soumit le jeune grand-duc Nicolas à un interrogatoire à l'issue duquel il fut reconnu coupable. L'argent résultant de la vente des diamants aurait dû être utilisé pour l'achat de cadeaux pour la maîtresse du prince - l'actrice américaine Fanny Lear, ce furent les motifs invoqués pour expliquer le vol. Alexandre II convoqua un conseil de famille qui, après de longs débats, opta pour deux solutions : intenter un procès public ou une servitude pénale. Afin d'éviter de causer du tort à la famille impériale, il fut décidé de reconnaître le grand-duc mentalement malade. Alexandre II bannit le grand-duc de la capitale impériale, Fanny Lear fut expulsée de Russie avec l'interdiction d'y revenir.
La culpabilité du grand-duc fut annoncée par un manifeste publié par l'empereur le 11 décembre 1874 : le grand-duc fut reconnu comme malade mental instable, en proie à des hallucinations, devant être soumis à une détention à vie, à un traitement obligatoire et à un isolement complet. Les membres de la famille impériale ont désormais interdiction de mentionner son nom; son héritage doit être transmis à ses frères cadets; ses grades, ses récompenses sont supprimés; son nom rayé de la liste de son régiment. Il est expulsé de Saint-Pétersbourg à jamais et il est dans l'obligation de résider en état d'arrestation dans un lieu fixé.
Dans ses Mémoires Histoire d'Amour tragique publiées en 1917, Fanny Lear évoque sa liaison avec le grand-duc qu'elle estime être innocent de ce vol de diamants. Elle y décrit également la situation pénible vécue par le grand-duc après son arrestation dans la capitale. Elle indique qu'il fut drogué et même battu.

### L'exil
Dans les derniers mois de l'année 1874, le grand-duc Nicolas s'établit définitivement à Tachkent. Il publie en 1877 un livre intitulé Voie navigable vers l'Asie centrale selon des données de Pierre Le Grand. Le nom du grand-duc n'y est pas mentionné. Le 15 février 1878, le grand-duc se marie avec Nadejda Alexandrovna Dreyer, fille d'Alexandre Gustavovitch Dreyer (chef de la police d'Orenbourg) et de son épouse, née Sophia Ivanovna Opanovskaïa. Cette union est tenue secrète, mais les rumeurs parviennant à Saint-Pétersbourg. En conséquence, le mariage est dissous par un décret du Saint-Synode et ordre est donné à la famille Dreyer de quitter la ville. La jeune épouse refusa de quitter son époux.
Le grand-duc s'établit donc dans le Turkestan où il vécut sous le nom de colonel de Volhynie. Plus tard, il prit le nom d'Iskander (ce qui signifie Alexandre en turc). Ce patronyme sera porté par ses descendants. Les princes d'Iskander. Par la suite, le grand-duc prit pour maîtresse une certaine Daria Tchassovitine (1880-1953) dont il eut quatre enfants. Son épouse, Nadejda, séjourna plusieurs fois à Saint-Pétersbourg sous le nom de « princesse Iskander » où elle tenta d'établir des liens avec la famille impériale. Ce fut peut-être une réussite, car ses deux fils eurent le privilège d'étudier au Corps des Pages.
Malgré la condamnation à l'exil du grand-duc Nicolas Constantinovitch, le tsar lui versa une somme de 300 000 roubles pour la construction de son palais. Cette somme fut également utilisée pour la construction d'un théâtre à Tachkent. C'est en 1891 que ce palais luxueux fut construit dans le centre-ville de Tachkent. Il fut conçu par les architectes Wilhelm Solomonovitch Heinzelmann et Alexeï Léontiévitch Benois (1813-1898) De nos jours, ce palais est l'un des sites les plus remarquables de Tachkent. Il sert aujourd'hui au ministère des Affaires étrangères d'Ouzbékistan.
Le grand-duc Nicolas instaura dix bourses d'études pour les étudiants de Tachkent qui étaient dans l'incapacité de financer leurs études dans les grandes écoles de Russie impériale.

### Les entreprises du grand-duc
Nicolas Constantinovitch contribua à améliorer la région de Tachkent. Il s'engagea dans les affaires et fut propriétaire de plusieurs entreprises: une fabrique de savon, des ateliers de photographie, des usines de transformation du riz, du savon et des textiles de coton. Afin d'éviter le courroux de la famille impériale, toutes ces sociétés furent mises au nom de son épouse. Il fit construire avec le gain de ces entreprises le premier cinéma de Tachkent (considéré par le grand-duc comme une entreprise) et fit creuser avec ses propres fonds les canaux d'irrigation dans la steppe de Golodnaïa.
Les recettes provenant de ses activités représentaient des sommes considérables - jusqu'à un million de roubles par an.
Le grand-duc était un remarquable homme d'affaires. Il fut l'un des premiers à posséder l'une des entreprises les plus rentables de la région du Turkestan - la construction et l'exploitation d'usines d'égrenage de coton. Il mettait en œuvre les idées technologiques les plus avancées de son temps. Ainsi, il fit construire des usines de traitement de déchets des graines de coton (riches en huile et en protéines) qui après le traitement des fibres brutes étaient utilisées comme matière première pour les moulins à huile, le reste étant utilisé comme fourrage pour le bétail ou comme engrais.
Les premiers travaux d'irrigation du grand-duc lui valurent une grande popularité auprès de la population.
En 1886, le grand-duc commença le perçage d'un canal afin d'irriguer la steppe de Golodnaïa entre Tachkent et Djizak. Les travaux relatifs à la construction de ce canal s'élevèrent pour le grand-duc à plus d'un million de roubles. On fit sculpter à Bekarad un "N" de grande taille surmonté d'une couronne. Ce canal fut baptisé « canal de Nicolas II » par la suite.

### Collection d'art du grand-duc

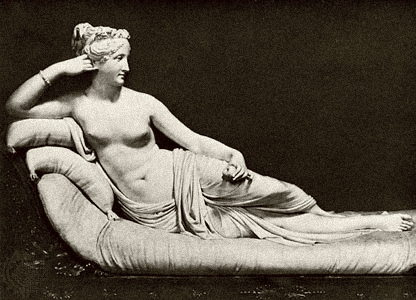
La Vénus de Canova. Le sculpteur Tomasso Solari remplaça Pauline Bonaparte par Fanny Lear.

La collection d'art rapportée d'Europe occidentale par le grand-duc Nicolas Constantinovitch à Saint-Pétersbourg fut la base de la fondation en 1919 du musée de Tachkent qui renferme l'une des plus vastes collections de tableaux et de peintures d'Europe.
Au cours de son deuxième voyage en Europe, le grand-duc et sa maîtresse Fanny Lear se rendirent à la Villa Borghèse où ils admirèrent la célèbre sculpture de Canova représentant Pauline Bonaparte, sœur cadette de Napoléon Ier, sous la forme d'une beauté nue couchée sur un canapé tenant en sa main une pomme. Nicolas Constantinovitch commanda immédiatement une sculpture à Tomasso Solari. Il s'agissait de reproduire une copie exacte de la sculpture, mais Fanny Lear remplacerait Pauline Borghèse.
Bien des années plus tard, le grand-duc déjà exilé à Tachkent, reçut un cadeau de sa mère. Lors d'une promenade dans le parc de son palais, elle était tombée sur une sculpture en marbre représentant une femme à demi nue tenant une pomme en main. Par certaines sources, elle apprit qu'il s'agissait de Fanny Lear. La sculpture fut emballée dans une caisse en bois et envoyée au grand-duc Nicolas à Tachkent. Cette pièce deviendra l'un des ornements principaux du musée des beaux-arts de Tachkent. D'autres œuvres comme La Baigneuse d'Andreï Frantzevitch Belloli (1820-1881), Le vieux Tachkent une œuvre du peintre Pavel Petrovitch Benkov (1879-1949) et d'autres sont exposées dans ce musée.
En 1890, il mit une partie de son palais de Tachkent à la disposition du public afin de montrer sa précieuse collection. De nos jours, elle appartient au Musée d'État.

### La Révolution russe
Nicolas II ne permit pas au grand-duc Nicolas Constantinovitch de revenir dans la capitale. Après l'abdication du tsar en février 1917, le grand-duc hissa le drapeau rouge sur son palais et adressa un télégramme de félicitations au gouvernement provisoire.

### Décès et inhumation
Peu de temps après la Révolution d'Octobre et l'instauration du pouvoir soviétique au Turkestan, le grand-duc décéda d'une pneumonie le 14 janvier 1918 dans sa datcha près de Tachkent. Il fut inhumé selon son rang près de la cathédrale Saint-Joseph et Saint-Georges à Tachkent. Plusieurs publications récentes ont indiqué que grand-duc aurait été arrêté par les Bolcheviks et fusillé. À ce jour, les données des publications des journaux de 1918 et les archives ne le confirment pas.

## Famille
Fils du grand-duc Constantin et d'Alexandra de Saxe-Altenbourg.

### Mariage et descendance
En 1882, Nicolas Constantinovitch de Russie épousa morganatiquement à Tachkent Nadejda Alexandrovna Dreyer (1861-1929), fille de Charles Théodore Dreyer.
Deux enfants sont nés de cette union :
- le prince Artemi Nicolaïevitch Romanovsky-Iskander (1883-1919), tué au cours de la Guerre civile russe dans les rangs de l'Armée Blanche. Selon d'autres sources, il décéda du typhus à Tachkent ;
- le prince Alexandre Nikolaïevitch Romanovski-Iskander (1889-1957). Il épousa le 5 mai 1912 Olga Iossifovna Rogovskaïa / Rogowska (1893-1962), dont il eut Natalia Androssova-Iskander. Il prit part en tant qu'officier à la lutte contre les Bolcheviks lors du soulèvement de Tachkent en janvier 1919. Il combattit dans les rangs du général Wrangel, puis fut évacué par la péninsule de Gallipoli. Il trouva refuge en France et décéda à Grasse en 1957. Il publia ses Mémoires.

Le grand-duc Nicolas Constantinovitch de Russie eut quelques liaisons extra-conjugales.
Avec Alexandra Demidova (1853-1894), deux enfants naquirent de cette relation :
- Nicolas Nikolaïevitch (1875-1913). Il prit part au grade de colonel de la Garde à la guerre russo-japonaise de 1904-1905. Il écrivit plusieurs ouvrages sur l'histoire de la cavalerie russe, une fois à la retraite ;
- Olga Nikolaïevna (1877-1910).

Avec Daria Tchassovitine (1880-1953/1956), trois enfants naquirent de cette liaison :
- Sviatoslav Nikolaïevitch (1919-tué) ;
- Nicolas Nikolaïevitch (1919-1920) ;
- Daria Nikolaïevna (1896-1966). Elle vécut à Moscou, où pendant une certaine période elle travailla en qualité de secrétaire de l'écrivain soviétique Mariztti Chaginian.

### Nadejda Dreyer, princesse Iskander
Nadejda Dreyer et ses enfants furent titrés princes et princesses Iskander (février 1917) mais ce titre n'a pas été officialisé par un décret impérial.
Après le décès du grand-duc Nicolas Constantinovitch, son épouse demeura quelque temps au palais de Tachkent, puis en fut expulsée. Elle trouva refuge dans un logis du palais où elle vécut entourée de ses chiens. Selon certains témoins, elle vécut les dernières années de sa vie dans la mendicité, revêtue de vêtements en lambeaux. Elle mangeait les restes de nourriture déposés par quelques personnes de Tachkent qui se souvenaient de la bonté du grand-duc. Mordue par un chien enragé, Nadejda Dreyer décéda en 1929.

## Distinctions
- 1873 : Ordre de Saint-Vladimir

## Généalogie
Nicolas Constantinovitch de Russie appartient à la seconde lignée issue de la première branche de la Maison d'Oldenbourg-Russie (Maison Holstein-Gottorp-Romanov), elle-même issue de la première branche de la Maison de Holstein-Gottorp. Ces trois lignées sont toutes issues de la première branche de la Maison d'Oldenbourg. Il appartint à la branche agnate des Konstantinovitch.

## Ascendance
|  |                                         |  |  |  |  |  |  |  |  |  |  |  |  |
|  | 8. Paul Ier de Russie                   |  |  |  |  |  |  |  |  |  |  |  |  |
|  |                                         |  |  |  |  |  |  |  |  |  |  |  |  |
|  |                                         |  |  |  |  |  |  |  |  |  |  |  |  |
|  | 4. Nicolas Ier de Russie                |  |  |  |  |  |  |  |  |  |  |  |  |
|  |                                         |  |  |  |  |  |  |  |  |  |  |  |  |
|  |                                         |  |  |  |  |  |  |  |  |  |  |  |  |
|  | 9. Sophie-Dorothée de Wurtemberg        |  |  |  |  |  |  |  |  |  |  |  |  |
|  |                                         |  |  |  |  |  |  |  |  |  |  |  |  |
|  |                                         |  |  |  |  |  |  |  |  |  |  |  |  |
|  | 2. Constantin Nikolaïevitch de Russie   |  |  |  |  |  |  |  |  |  |  |  |  |
|  |                                         |  |  |  |  |  |  |  |  |  |  |  |  |
|  |                                         |  |  |  |  |  |  |  |  |  |  |  |  |
|  | 10. Frédéric-Guillaume III de Prusse    |  |  |  |  |  |  |  |  |  |  |  |  |
|  |                                         |  |  |  |  |  |  |  |  |  |  |  |  |
|  |                                         |  |  |  |  |  |  |  |  |  |  |  |  |
|  | 5. Charlotte de Prusse                  |  |  |  |  |  |  |  |  |  |  |  |  |
|  |                                         |  |  |  |  |  |  |  |  |  |  |  |  |
|  |                                         |  |  |  |  |  |  |  |  |  |  |  |  |
|  | 11. Louise de Mecklembourg-Strelitz     |  |  |  |  |  |  |  |  |  |  |  |  |
|  |                                         |  |  |  |  |  |  |  |  |  |  |  |  |
|  |                                         |  |  |  |  |  |  |  |  |  |  |  |  |
|  | 1. Nicolas Constantinovitch de Russie   |  |  |  |  |  |  |  |  |  |  |  |  |
|  |                                         |  |  |  |  |  |  |  |  |  |  |  |  |
|  |                                         |  |  |  |  |  |  |  |  |  |  |  |  |
|  | 12. Frédéric Ier de Saxe-Hildburghausen |  |  |  |  |  |  |  |  |  |  |  |  |
|  |                                         |  |  |  |  |  |  |  |  |  |  |  |  |
|  |                                         |  |  |  |  |  |  |  |  |  |  |  |  |
|  | 6. Joseph de Saxe-Altenbourg            |  |  |  |  |  |  |  |  |  |  |  |  |
|  |                                         |  |  |  |  |  |  |  |  |  |  |  |  |
|  |                                         |  |  |  |  |  |  |  |  |  |  |  |  |
|  | 13. Charlotte de Mecklembourg-Strelitz  |  |  |  |  |  |  |  |  |  |  |  |  |
|  |                                         |  |  |  |  |  |  |  |  |  |  |  |  |
|  |                                         |  |  |  |  |  |  |  |  |  |  |  |  |
|  | 3. Alexandra de Saxe-Altenbourg         |  |  |  |  |  |  |  |  |  |  |  |  |
|  |                                         |  |  |  |  |  |  |  |  |  |  |  |  |
|  |                                         |  |  |  |  |  |  |  |  |  |  |  |  |
|  | 14. Louis-Frédéric de Wurtemberg        |  |  |  |  |  |  |  |  |  |  |  |  |
|  |                                         |  |  |  |  |  |  |  |  |  |  |  |  |
|  |                                         |  |  |  |  |  |  |  |  |  |  |  |  |
|  | 7. Amélie de Wurtemberg                 |  |  |  |  |  |  |  |  |  |  |  |  |
|  |                                         |  |  |  |  |  |  |  |  |  |  |  |  |
|  |                                         |  |  |  |  |  |  |  |  |  |  |  |  |
|  | 15. Henriette de Nassau-Weilbourg       |  |  |  |  |  |  |  |  |  |  |  |  |
|  |                                         |  |  |  |  |  |  |  |  |  |  |  |  |
|  |                                         |  |  |  |  |  |  |  |  |  |  |  |  |

## Littérature
Le grand-duc Nicolas Constantinovitch est le héros de La Nuit blanche de Saint-Pétersbourg, un roman biographique du prince Michel de Grèce paru en 2000.